# Pioneer 0
Pioneer 0 foi uma sonda espacial estadunidense que foi projetada para entrar na órbita lunar carregando a bordo uma câmera de televisão, um detector de micrometeoritos e um magnetômetro. A sonda foi projetada pela Força Aérea dos Estados Unidos com o nome inicial de Pioneer 1, mas como ela falhou, não permitiu-se a ela ter esse nome.